# Panthera onca veraecruscis
Panthera onca veraecruscis és una subespècie del jaguar (Panthera onca). Es trobava al sud-oest de Texas (i, possiblement també, a la part baixa de Louisiana) i Mèxic (des de Tamaulipas i Veracruz fins a Tabasco). Avui dia, aquesta subespècie no té poblacions viables als Estats Units, encara que va ésser abundant en les capçaleres d'alguns afluents del Rio Bravo i a l'est del riu San Jacinto a Texas. Es troba molt amenaçada d'extinció a Mèxic, mentre que als Estats Units el darrer exemplar fou exterminat a Kingsville (Texas) el 1946.